# Melvin Stewart
Melvin Stewart (Gastonia, 16 novembre 1968) è un ex nuotatore statunitense.
Specializzato nella farfalla ha vinto due medaglie d'oro e una di bronzo alle Olimpiadi di Barcellona 1992. È diventato uno dei Membri dell'International Swimming Hall of Fame.

## Palmarès
- Giochi olimpici

Barcellona 1992: oro nei 200 m farfalla e nella staffetta 4x100 m misti, bronzo nella staffetta 4x200 m sl.
- Mondiali

1991 - Perth: oro nei 200 m farfalla e argento nella staffetta 4x200 m sl.
- Giochi PanPacifici

1987 - Brisbane: oro nei 200 m farfalla.
1989 - Tokyo: oro nei 200 m farfalla e nella staffetta 4x200 m sl.
1991 - Edmonton: oro nei 200 m farfalla.